# Kepler-18b
Kepler-18 b es un exoplaneta que orbita alrededor de un sol muy parecido al nuestro. Tiene una masa de 6.9 veces al de la Tierra y orbita la estrella en 3.5 días.